# L'Oréal-UNESCO Awards for Women in Science
L'Oreal/UNESCO Awards for Women in Science è un premio che mira a migliorare la posizione delle donne nella scienza premiando, ogni anno, ricercatrici che hanno contribuito al progresso scientifico. I premi sono il risultato di un accordo tra la compagnia di cosmetici francese L'Oréal e l'UNESCO. Lo stesso accordo attribuisce borse di studio di ricerca a giovani scienziate impegnate in progetti esemplari e promettenti (UNESCO-L'ORÉAL Fellowships).
Ogni anno vengono attribuiti 5 premi e 15 borse di studio internazionali. In aggiunta, in molte nazioni, Italia inclusa, vengono attribuite ogni anno 5 borse di studio nazionali.

## Premiate
1998:
- Grance Aladunni L. Taylor (Nigeria): Biochimica
- Myeong Hee-Yu (Corea del Sud): Microbiologia
- Pascale Cossart (Francia): Batteriologia
- Gloria Montenegro (Cile): Botanica

2000:
- Valerie Mizrahi (Sudafrica): Biologia molecolare
- Tsuneko Okazaki (Giappone): Biologia molecolare
- Margarita Salas (Spagna): Biologia molecolare
- Eugenia Maria Del Pino Veintimilla (Ecuador): Biologia molecolare
- Joanne Chory (USA): Biologia molecolare

2001:
- Adeyinka Gladys Falusi (Nigeria): Genetica molecolare
- Suzanne Cory (Australia): Genetica molecolare
- Anne McLaren (Regno Unito): Biologia riproduttiva
- Mayana Zatz (Brasile): Genetica molecolare
- Joan Argetsinger Steitz (USA): Biofisica molecolare e biochimica

2002:
- Nagwa Meguid (Egitto): Genetica applicata alla prevenzione delle malattie mentali
- Indira Nath (India): trattamento della lebbra
- Mary Osborn (Germania): Metodi per l'osservazione delle strutture cellulari
- Ana Maria Lopez Colome (Messico): prevenzione della cecità
- Shirley Tilghman (Canada, USA): espressione dei geni e origine parentale dei cromosomi

2003:
- Karimat El-Sayed (Egitto): Fisica
- Fang-hua Li (Cina): Microscopia elettronica
- Ayse Erzan (Turchia): Fisica della materia condensata
- Mariana Weissmann (Argentina): Fisica computazionale della materia condensata
- Johanna M.H. Levelt Sengers (USA): Termodinamica

2004:
- Jennifer Thomson (Sudafrica): Biologia molecolare
- Lúcia Mendonça Previato (Brasile): Biofisica / Parassitologia
- Philippa Marrack (USA): Biologia molecolare / Immunologia
- Nancy Ip (Cina): Neurobiologia molecolare
- Christine Petit (Francia): Genetica / Fisiologia sensoriale

2005:
- Zohra ben Lakhdar (Tunisia): Fisica atomica e molecolare
- Fumiko Yonezawa (Giappone): Fisica dei sistemi disordinati
- Dominique Langevin (Francia): Fisica della materia morbida
- Belita Koiller (Brasile): Fisica della materia condensata
- Myriam P. Sharachik (USA): Fisica della materia condensata

2006:
- Habiba Bouhamed Chaabouni (Tunisia): Genetica umana
- Jennifer Graves (Australia): Genomica dei mammiferi
- Christine van Broeckhoven (Belgio): Genetica molecolare
- Esther Orozco (Messico): Patologia molecolare
- Pamela Bjorkman (USA): Biologia molecolare / Immunologia

2007:
- Ameenah Gurib (Mauritius): Chimica organica / Fitochimica
- Ligia Gargallo (Cile): Chimica macromolecolare
- Mildred Dresselhaus (USA): Nanotecnologia
- Margaret Brimble (Nuova Zelanda): Chimica medicinale / Sintesi organica
- Tatiana Birshtein (Russia): Fisica dei polimeri

2008:
- Lihadh Al-Gazali (Emirati Arabi Uniti)
- V. Narry Kim (Corea del Sud)
- Ada Yonath (Israele)
- Ana Belén Elgoyhen (Argentina)
- Elizabeth Blackburn (Stati Uniti d'America)

2009:
- Tebello Nyokong (Sudafrica)
- Akiko Kobayashi (Giappone)
- Athene Donald (Regno Unito)
- Beatriz Barbuy (Brasile)
- Eugenia Kumacheva (Canada)

2010:
- Rashika El Ridi (Egitto)
- Lourdes J. Cruz (Filippine)
- Anne Dejean-Assémat (Francia)
- Alejandra Bravo (Messico)
- Elaine Fuchs (Stati Uniti d'America)

2011
- Faiza Al-Kharafi
- Vivian Wing-Wah Yam
- Anne L'Huillier
- Silvia Torres-Peimbert
- Jillian Banfield[1]

2012
- Jill Farrant
- Ingrid Scheffer
- Frances Ashcroft
- Susana López Charreton
- Bonnie Bassler[2]

2013
- Francisca Nneka Okeke[3]
- Reiko Kuroda[4]
- Pratibha Gai [5]
- Marcia Barbosa[6]
- Deborah S. Jin[7][8]

2014
- Segenet Kelemu
- Kayo Inaba
- Brigitte Kieffer[9]
- Cecilia Bouzat[9]
- Laurie Glimcher[9]

2015
- Rajaâ Cherkaoui El Moursli
- Xie Yi
- Carol Robinson
- Thaisa Storchi Bergmann
- Molly Shoichet[10]

2016:
- Emmanuelle Charpentier (Germania)
- Jennifer Doudna (Stati Uniti)

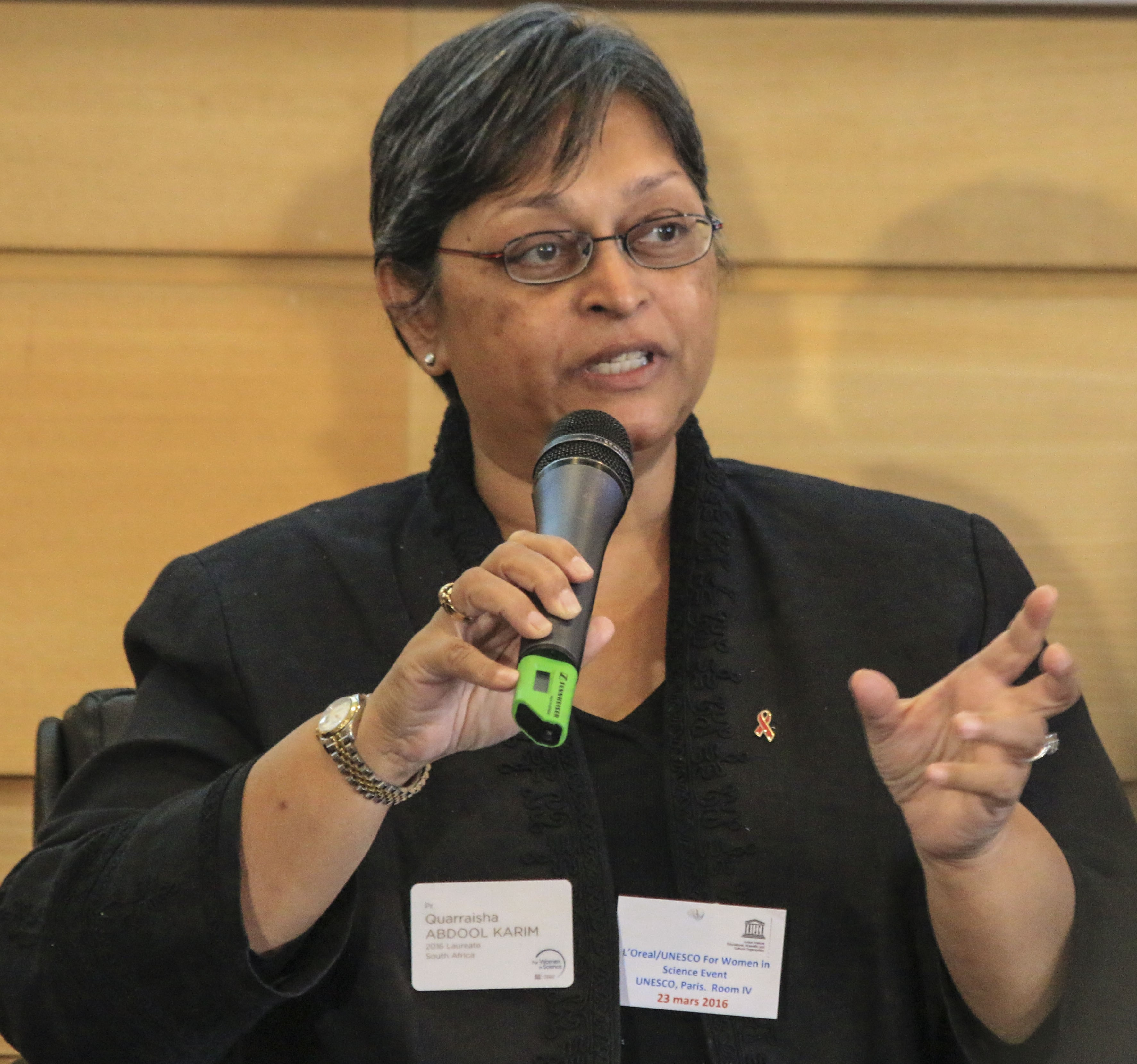
Quarraisha Abdool Karim

- Quarraisha Abdool Karim (Sudafrica)[11]
- Chen Hualan (Cina)
- Andrea Gamarnik (Argentina)[12]

## Italiane vincitrici di borse di studio internazionali
2005:
- Paola Tiberia Zanna: Biochimica / Biologia molecolare

2007:
- Irene Chiolo: Biologia molecolare

2008:
- Federica Migliardo: Biofisica

## Vincitrici delle borse di studio italiane
2003:
- Maria Elena Boglione: Fisica
- Chiara Gorni: Biologia
- Stefania Recalcati: Medicina
- Alessandra Stranges: Farmacia
- Natascia Tiso: Biologia

2004:
- Telsa Aldessi: Biologia animale
- Giulia Bonacucina: Chimica e tecnologia farmaceutica
- Vera Loizzi: Medicina
- Annalisa Tassoni: Biologia cellulare e Fisiologia
- Benedetta Chiancone: Arboricultura

2005:
- Cristina Chimenti: Cardiologia molecolare e cellulare
- Maria Grazia Melilli: Produttività dei raccolti
- Federica Migliardo: Fisica
- Barbara Monti: Biologia cellulare e Fisiologia
- Cinzia Lucia Paolini: Scienza dello sviluppo prenatale, Diagnosi e Terapia fetale

2006:
- Enza Maria Valente: Neurogenetica
- Valentina Lodde: Biotecnologia
- Annalisa Mancini: Chimica
- Annamaria Porcelli: Biologia
- Agnese Seminara: Fisica

2007:
- Elena Campione: Dermatologia oncologica
- Elisa Giovannetti: Farmacogenetica
- Paola Maccioni: Neuroscienze
- Lucia Panzella: Chimica
- Giulia Rossi: Nanoscienze

2008:
- Alessandra Corsi: Astrofisica
- Laura Ghigliotti: Citogenetica
- Giulia Morra: Biofisica teorica
- Cinzia Perrino: Cardiologia
- Elena Valassi: Endocrinologia

2017
- Elena Calciolari: Odontoiatria
- Domenica Farci]: Biologia
- Chiara Morosinotto: Biologia
- Chiara Nardon: Chimica
- Francesca Sacco: Biologia
- Alice Trivellini: Biotecnologia